# Bitwa pod Ridgeway
Bitwa pod Ridgeway – największa potyczka wojsk brytyjskich i kanadyjskiej milicji z najeźdźcami fenian. Oddziały tej organizacji przekroczyły granice Kanady z terytorium USA dwa dni przed datą bitwy.
Siły fenian wyruszyły z Fort Erie, który opanowały w pierwszym dniu wojny i maszerowały wzdłuż rzeki Niagara w kierunku Chippawa. Zamierzeniem fenian było zajęcie miasteczka, co dałoby im kontrolę nad górnym biegiem kanału Welland, niezwykle ważnego szlaku komunikacyjnego. W tym czasie Brytyjczycy zdołali zgromadzić oddział zbrojny składający się z kilkunastu kompanii pieszych strzelców. Brytyjczycy wyruszyli w stronę oddziałów przeciwnika.
Oba oddziały maszerowały wzdłuż drogi Ridgeway Road. Błędem Brytyjczyków było niezachowanie ciszy w czasie marszów. Wyraźnie nie docenili oni ani liczebności, ani wojskowych umiejętności przeciwnika. Używając głośnych komend, gwizdków i trąbek sygnałowych zdradzili fenian swoje przybycie. Bitwa rozegrała się w kilku fazach:
- Kompania the Queen’s Own Rifles, będącą awangardą sił brytyjskich na skrzyżowaniu dróg Ridge Road i Garrison Road, natknęła się na grupę harcowników fenian. Brytyjczycy zepchnęli ich po krótkiej utarczce w kierunku drogi Bretie Road, gdzie rozlokowane były główne siły fenian.
- Queen’s Own Rifles zaangażowała się w wymianę ognia z głównymi siłami fenian. Ta faza bitwy trwała około godziny i w jej czasie na scenę bitwy wkroczyły główne siły brytyjskie 13. batalion piechoty oraz dwie kompanie York i Caledonia Rifle, które pozostały w odwodach.
- W trzeciej fazie bitwy szeregi fenian rozpoczęły się łamać i cofać. Brytyjczycy zajęli skrzyżowanie dróg, a Queen’s Own Rifles rozpoczęła manewr oskrzydlania uderzając w lewą flankę. Jednocześnie jednak zaczęły wyczerpywać się jej zapasy amunicji.
- W czwartej fazie bitwy Queen’s Own Rifles cofnęła się, a w walkę zaangażował się 13. Batalion. W tym czasie pod lasem pojawił się niewielki zwiadowczy konny oddział fenian, który przez Brytyjczyków mylnie został wzięty za czołówkę większego oddziału kawalerii. Wydano rozkaz formowania czworoboków, w odpowiedzi na spodziewaną szarżę. Popełnione błędy w czasie pospiesznego reformowania linii, wykorzystali fenianiści przechodząc do ataku na bagnety.
- W czasie walki wręcz w szeregi brytyjskie wdarła się panika. Dowódca Brytyjski z tej sytuacji zdecydował się na odwrót. Wojska Brytyjskie wycofały się wzdłuż Ridge Raod. Fanian kontynuował pościg do granic miasteczka Ridgeway, które na krótko zajął.